# Tărâmul uitat de timp (franciză)
Tărâmul uitat de timp sau Ținutul străvechi este o serie de filme de animație care prezintă povestea unor dinozauri.

## Filme
1. Tărâmul uitat de timp (1988) regizor Don Bluth (The Land Before Time)
2. Tărâmul uitat de timp II (1994) regizor Roy Allen Smith (The Land Before Time II: The Great Valley Adventure)
3. Tărâmul uitat de timp III (1995) regizor Roy Allen Smith (The Land Before Time III: The Time of the Great Giving)
4. Tărâmul uitat de timp IV: Călătorie prin ținutul cețurilor (1996) (The Land Before Time IV: Journey Through the Mists)
5. Tărâmul uitat de timp V: Insula misterioasă (1997) (The Land Before Time V: The Mysterious Island)
6. Tărâmul uitat de timp VI: Secretul pietrei Saurus (1998) (The Land Before Time VI: The Secret of Saurus Rock)
7. Tărâmul uitat de timp VII: Piatra focului rece (2000) (The Land Before Time VII: The Stone of Cold Fire)
8. Tărâmul uitat de timp VIII (2001) (The Land Before Time VIII: The Big Freeze)
9. Tărâmul uitat de timp IX: Călătoria spre apa cea mare (2002) (The Land Before Time IX: Journey to Big Water)
10. Tărâmul uitat de timp X: Marea migrați (2003) (The Land Before Time X: The Great Longneck Migration)
11. Tărâmul uitat de timp XI: Invazia piticozaurilor (2004) (The Land Before Time XI: Invasion of the Tinysauruses)
12. Tărâmul uitat de timp XII (2006) (The Land Before Time XII: The Great Day of the Flyers)
13. Tărâmul uitat de timp XIII: Înțelepciunea prietenilor (2007) (The Land Before Time XIII: The Wisdom of Friends)

#### Albume
- The Land Before Time: Sing-Along Songs (1997)
- The Land Before Time: More Sing-Along Songs (1999)

## Seriale de televiziune
- The Land Before Time (2007–2008)